# Bârsești (okręg Vrancea)
Bârsești – wieś w Rumunii, w okręgu Vrancea, w gminie Bârsești. W 2011 roku liczyła 833
mieszkańców.